# Газиосманпаша
„Газиосманпаша“ (на турски: Gaziosmanpaşa) е община и околия на град Истанбул, Турция. Разположена е в Европейската част на Турция. Общата ѝ площ е 38 км2. Според данни на Адресната система за регистриране на населението (ABPRS) към 2024 г. населението на „Газиосманпаша“ е 479 931 жители.
Наречена е на Осман паша, който ръководи отбраната на Плевен през Руско-турската война от 1877 – 1878 година, а след това е военен министър.

## Квартали
Околията е съставена от 16 квартала:
- „Багларбашъ“
- „Йени махала“
- „Йенидоган“
- „Йълдъзтабия“
- „Карадениз“
- „Карайоларъ“
- „Карлътепе“
- „Кязъм Карабекир“
- „Мевлана“
- „Пазаричи“
- „Саръгьол“
- „Февзи Чакмак“
- „Хайредин Барбароса паша“
- „Хюриет“
- „Център“
- „Шемсипаша“